# 玉尔滚军垦旧址
玉尔滚军垦旧址，是位于中国新疆维吾尔族自治区阿拉尔市沙河镇（新疆生产建设兵团第一师）的一座近代历史建筑群，新疆全国重点文物保护单位。

## 历史
玉尔滚军垦旧址始建于1971年11月，竣工于1973年9月。为仿苏式风格的建筑，主要包括玉尔滚俱乐部和露天电影院、玉尔滚卫生院三大部分。玉尔滚军垦旧址为阿克苏地区二十世纪70年代建筑风格的代表，也是关于新疆生产建设兵团历史的重要建筑遗址。于2019年10月7日，入选为第八批全国重点文物保护单位。2018年新疆生产建设兵团第十一师对玉尔滚军垦旧址进行了修缮工作。

## 建筑

### 玉尔滚俱乐部
玉尔滚俱乐部坐东朝西，占地4200平方米，其中包括礼堂、露天放映室、业务室、财务室、会议室、库房、演员休息室等设施。俱乐部中间为礼堂，东、西两侧为办公室，东侧办公区室共有8间，西侧办公室共有6间。
俱乐部墙面上有 “厉行节约 勤俭建国”“自己动手 丰衣足食”等10多条泥刻的精神标语，并有多处五角星图案雕刻；门窗是维吾尔人所作的木雕，其图案以五角星、菱形、向日葵为主。俱乐部舞台为长方形，留有早期使用的手工木雕文件柜，观众席为木座椅，吊顶有以五角星为中心的雕花。

### 玉尔滚卫生院
玉尔滚卫生院坐北朝南，占地1850平方米，为南疆地区现存唯一的军垦医疗建筑。其外墙主要为土黄色，内墙抹了一层白灰，正面南侧墙上刻有 “学习白求恩”“救死扶伤”等泥刻精神标语，墙上有装饰图案做装饰用。